# TMEM217
TMEM217 (англ. Transmembrane protein 217) – білок, який кодується однойменним геном, розташованим у людей на 6-й хромосомі. Довжина поліпептидного ланцюга білка становить 229 амінокислот, а молекулярна маса — 26 582.
| 10         |  | 20         |  | 30         |  | 40         |  | 50         |
| ---------- |  | ---------- |  | ---------- |  | ---------- |  | ---------- |
| MKQQQWCGMT |  | AKMGTVLSGV |  | FTIMAVDMYL |  | IFEQKHLGNG |  | SCTEITPKYR |
| GASNIINNFI |  | ICWSFKIVLF |  | LSFITILISC |  | FLLYSVYAQI |  | FRGLVIYIVW |
| IFFYETANVV |  | IQILTNNDFD |  | IKEVRIMRWF |  | GLVSRTVMHC |  | FWMFFVINYA |
| HITYKNRSQG |  | NIISYKRRIS |  | TAEILHSRNK |  | RLSISSGFSG |  | SHLESQYFER |
| QSFHTSIFTC |  | LSPVPSSAPS |  | TCRYTIDVC  |  |            |  |            |

A: Аланін

C: Цистеїн

D: Аспарагінова кислота

E: Глутамінова кислота

F: Фенілаланін

G: Гліцин

H: Гістидин

I: Ізолейцин

K: Лізин

L: Лейцин

M: Метіонін

N: Аспарагін

P: Пролін

Q: Глутамін

R: Аргінін

S: Серин

T: Треонін

V: Валін

W: Триптофан

Задіяний у такому біологічному процесі, як альтернативний сплайсинг. 
Локалізований у мембрані.